# جيمس سكوت (لاعب كرة قدم)
جيمس سكوت (بالإنجليزية: James Scott)‏ هو لاعب كرة قدم بريطاني (وحمل سابقاً جنسية المملكة المتحدة لبريطانيا العظمى وأيرلندا) في مركز الهجوم، ولد في 1895 في المملكة المتحدة، وتوفي في 1916 في سوم في فرنسا. لعب مع ريث روفرز.

## وصلات خارجية
- جيمس سكوت على موقع قاعدة بيانات كرة القدم.إي يو (الإنجليزية)
- جيمس سكوت على موقع قاعدة بيانات كرة القدم.إي يو (الإنجليزية)
- جيمس سكوت على موقع قاعدة بيانات كرة القدم.إي يو (الإنجليزية)